# Goat’s Water
Goat’s Water ist ein See im Lake District, Cumbria, England. Der See liegt zwischen dem Dow Crag im Westen und dem Old Man of Coniston im Osten.
Der See hat einen kurzen unbenannten Zufluss an seiner Nordseite. Der Torver Beck, der in das Coniston Water mündet, bildet seinen Abfluss an der Südseite.
An der Ostseite des Sees führt ein Weg entlang, der von Süden aus Torver oder Coniston kommt und nach Norden zum Seathwaite Tarn führt.